# Колин Хигинс
Колин Хигинс (на английски: Colin Higgins) е американски сценарист, продуцент и режисьор, номиниран за награди „Еми“ и „Златен глобус“.

## Биография
Колин Хигинс е роден на 28 юли 1941 г. в Нумеа, Нова Каледония в семейството на майка австралийка и баща американец, в което е един от шестима синове. Бащата на Хигинс постъпва в армията след нападението над Пърл Харбър, а майка му се завръща в родния си град Сидни с Колин и по-големия му брат. Ако не се смята краткото пребиваване в Сан Франциско през 1945 г., Хигинс живее в Сидни до 1957 г., най-вече в предградието Хънтърс Хил, и посещава колежа „Свети Игнатий“ в градчето Ривървю.
След като се премества в Редуд Сити, Калифорния, Хигинс учи в Станфордския университет в продължение на година, но след това губи стипендията си, „защото театърът напълно ме обсеби". Премества се в Ню Йорк и прекарва времето си в Актърс студио, но не може да си намери работа, така че става общ работник в ABC Studios. Той е загубил надежда да стане актьор и постъпва в армията на САЩ, в състава на която е изпратен в Германия и работи за вестник Stars and Stripes.
Хигинс се уволнява през 1965 г., прекарва 6 месеца в Европа, предимно в Париж, след което подновява следването си в Университета Станфорд, като целта му е бакалавърска степен по творческо писане. Докато е в колежа той се издържа като актьор, играе в малки театрални постановки, а в един секс фарс, наречен Once over Nightly, се задържа година и половина. След това получава магистърска степен по изящни изкуства със специалност кинодраматургия в UCLA, където сред състудентите му е Пол Шрьодер. Докато следва там, той прави два късометражни филма, Opus One (1968), сатира на студентските филми, и Retreat, който е с антивоенно съдържание. Неговата магистърска теза по-късно ще послужи като основа за Харолд и Мод (1971).
След като се дипломира, той започва работа при заможен жител на Лос Анджелис и съпругата му като шофьор на непълно работно време и чистач на басейни срещу безплатно настаняване. Мъжът е продуцентът Ед Люис; Хигинс му показва черновата на Харолд и Мод, а той я показва на Робърт Евънс от Paramount. Хигинс желае лично да режисира сценария и му е разрешено да се яви на тест за режисьорското място, тест на стойност 7000 долара, но от Paramount не са достатъчно впечатлени и наемат Хал Ашби. Хигинс сътрудничи добре с Ашби и двамата са доволни от готовия филм, но първите прожекции не се радват на голям бокс офис успех.
Хигинс получава предложение да напише сценария за Филм на седмицата за телевизионния екран под название Дъщерята на дявола (1973), което той по-късно описва като „просто работа“. Впоследствие в Париж той получава предложение от Жан-Луи Баро да превърне Харолд и Мод в пиеса за френската актриса Мадлен Рено. Хигинс се съгласява и работи над френския превод съвместно с Жан-Клод Кариер, а пиесата се играе в продължение на седем години. Филмът Харолд и Мод продължава да се прожектира в кината по света, като някои хора са го гледали по повече от сто пъти; от 1983 година той носи печалби.
В Париж Хигинс среща театралния режисьор Питър Брук и работи за неговата компания по програма за начинаещи драматурзи. Те създават пиеса за жителите на планинските области в Уганда под названието The Ik, която се играе в Париж, Лондон и Ню Йорк.
По-късно Хигинс написва сценария за трилъра Сребърната светкавица (1976), който се превръща в голям хит под режисурата на Артър Хилър. (Хигинс по-късно казва, че ако той е бил режисьорът, „щях да се придържам към сценария не чак толкова стриктно. Щях да отбия встрани"). Успехът на това начинание му позволява да се превърне в режисьор в Нечестна игра (1978). Филмът е изключително популярен и е начало на режисьорската му кариера.
След това той написва и режисира От 9 до 5 (1980) и Най-добрият малък бардак в Тексас (1982).
През 1986 г. Хигинс основава фондация Colin Higgins, която да продължи да подпомага хуманитарните му каузи.
Хигинс, който е открито гей, почива от СПИН в дома си в Бевърли Хилс в Лос Анджелис на 5 август 1988 г. и е погребан в гробището Valhalla Memorial Park Cemetery.
Брат е на австралийския актьор Джон Хигинс.

## Сценарии
- „Харолд и Мод“ (1971)
- „Дъщерята на дявола“ (1973)
- „Сребърната светкавица“ (1976)
- „Нечестна игра“ (1978)
- „От девет до пет“ (1980)
- „Най-добрият малък бардак в Тексас“ (1982])
- „За да достигнеш плода“ (телевизионен филм, 1987)